# Rubus hassleri
Rubus hassleri là loài thực vật có hoa trong họ Hoa hồng. Loài này được Chodat miêu tả khoa học đầu tiên năm 1899.